# Општина Ченаде (Алба)
Ченаде (рум. Cenade) општина је у Румунији у округу Алба.
Oпштина се налази на надморској висини од 283 m.